# Deborah Kerr
Deborah Jane Trimmer, mer känd som Deborah Kerr, född 30 september 1921 i Glasgow i Skottland, död 16 oktober 2007 i Botesdale i Suffolk, var en brittisk skådespelare. Bland Kerrs filmer märks Det började i Berlin (1943), Svart narcissus (1947),  Kung Salomos skatt (1950), Quo Vadis (1951), Härifrån till evigheten (1953), Kungen och jag (1956), Allt om kärlek (1957), Vem vet, Mr. Allison (1957), Vid skilda bord (1958),  Viddernas vagabond (1960) och De oskyldiga (1961).

## Biografi
Kerr föddes i Glasgow men växte upp först i närbelägna Helensburgh och senare i Bristol. Hon utbildade sig till dansös och vann ett stipendium till Sadler's Wells balettskola. 17 år gammal gjorde hon professionell debut i London. Hon upptäckte emellertid att hon var mer intresserad av att spela teater och gjorde filmdebut 1941 som frälsningssoldat i Major Barbara. 
Hon spelade ofta svala och reserverade väluppfostrade kvinnor. Ett undantag är rollen som förförerska i Härifrån till evigheten (1953). Under sin karriär nominerades hon för en Oscar för bästa kvinnliga huvudroll sex gånger.
Kerr drog sig tillbaka från filmen 1970, men började spela filmroller igen i mitten av 1980-talet. Hon arbetade främst i brittisk tv mellan 1981 och 1986. 

## Filmografi i urval
- 1941 – Hattmakarens borg
- 1941 – Major Barbara
- 1943 – Det började i Berlin
- 1945 – Gryning över London
- 1946 – Gastkramad
- 1947 – Svart narcissus
- 1949 – Edward, min son
- 1950 – Kung Salomos skatt
- 1951 – Quo Vadis
- 1952 – Fången på Zenda
- 1953 – Drömhustrun
- 1953 – Julius Caesar
- 1953 – Härifrån till evigheten
- 1955 – Slutet på historien
- 1956 – Kungen och jag
- 1957 – Vem vet, Mr Allison
- 1957 – Allt om kärlek
- 1958 – Ett moln på min himmel
- 1958 – Vid skilda bord
- 1960 – Viddernas vagabond
- 1960 – Lek på annans gård
- 1961 – De oskyldiga
- 1964 – Iguanans natt
- 1967 – Casino Royale
- 1969 – Uppgörelsen
- 1984 – Inte för vinnings skull (TV-serie)